# ريتشارد د. جيمس
ريتشارد د. جيمس (بالإنجليزية: Richard D. James)‏ هو مهندس ورياضياتي أمريكي، ولد في 8 نوفمبر 1952.